# Chipe libre
Chipe libre est une telenovela chilienne diffusé depuis le 3 août 2014 sur Canal 13,.

## Acteurs et personnages

### Acteurs principaux
- Fernanda Urrejola : Julieta Ruiz
- Nicolás Poblete : Gonzalo Hernández
- Juanita Ringeling : Sofía "Rucia" Villaroel
- Mario Horton : Franco Zanetti
- Loreto Aravena : Catalina Pardo
- Pablo Macaya : Cristóbal Ramos "Crili"
- Carolina Varleta : Bernardita Patiño
- Héctor Morales : Axel Ulloa
- Cristián Campos : César Ruiz
- Catalina Guerra : Antonieta Hernández
- Gloria Münchmeyer : Violeta Riesco / Margarita Riesco
- Jaime Vadell : Germán Hernández
- Solange Lackington : Irene Olivares
- Luis Gnecco : Ricardo Felman
- Javiera Díaz de Valdés : Isabel Urrejola
- Elvira Cristi : Bárbara Andrade
- Luciana Echeverría : Diana Lagos / Lady Di
- Pablo Schwarz : Carlos "Sangría" Loyola
- Teresa Münchmeyer : Paty Navarrete
- Felipe Pinto : Lucas Ruiz
- Carolina López : Janis Ortiz
- Fedra Vergara : Tania Zanetti

### Participations spéciales
- María Luisa Cordero : lui-même
- Aranzazú Yankovic
- Paulo Brunetti
- Clara María Escobar : Myriam
- Grimanesa Jiménez : Gladys
- Lucy Cominetti : Margarita Riesco (jeune)
- Hernán Contreras : Germán Hernández (jeune)
- Marcial Edwards : ami de Germán
- Juan Carlos Cáceres : Diputado Jiménez
- Luz María Yacometti : Shania
- Carolina Correa : Pamela
- Jacqueline Adrián : Paulina
- Isidora González : Julieta Ruiz (jeune)
- Constanza Contreras

## Diffusion
- Canal 13
- Canal 21